# NGC 4074
NGC 4074 (другие обозначения — MCG 4-29-11, ZWG 128.13, ARAK 347, PGC 38207) — линзообразная галактика (S0) в созвездии Волос Вероники. Открыта Уильямом Гершелем в 1785 году.
NGC 4074 относится к сейфертовским галактикам. Часть спектра вблизи линии H-альфа имеет сложный вид, в ней наблюдается 6 узких спектральных линий, включающие в себя H-альфа и запрещённые линии однократно ионизованного азота. Наблюдения на XMM-Newton показали, что галактика излучает в рентгеновском диапазоне, а её спектр в рентгеновском диапазоне можно описать двумя компонентами с потоками, зависящими от энергии по степенному закону.
Этот объект входит в число перечисленных в оригинальной редакции «Нового общего каталога».